# Papilio garamas
Espèce
Papilio garamas  ou Machaon magnifique est une espèce d'insectes lépidoptères (papillons) qui appartient à la famille des Papilionidae, à la sous-famille des Papilioninae et au genre Papilio.